# 真庆观
真庆观古建筑群位于云南省昆明市盘龙区拓东路与白塔路交叉路口，由真庆观、都雷府、盐隆祠三部分组成，总占地面积2.07万平方米，是昆明主城区内最大的古建筑群。1998年11月，真庆观被公布为云南省文物保护单位，2006年，其又被国务院公布为第六批国家级重点文物保护单位。除一般文化和宗教职能外，真庆观还是昆明市道教协会所在地。

## 历史沿革
真庆观最早由武当山道士于元朝建立，原名真武祠，主要供奉真武祖师。明永乐年间，长春真人刘渊然进入云南传授道教，期间真武祠改为现名。宣德四年（1429年），在太傅黔国公沐晟等人的资助和刘渊然弟子蒋日和的主持下，真庆观开始重修。正统九年（1444年），真庆观增建前殿和两侧回廊，清乾隆五十四年（1789年），该观再次重修。康熙年间，真庆观东面兴建起祭祀雷神的都雷府，光绪七年（1881年），昆明盐商又在都雷府北侧建起用作工会和祭祀场所的盐隆祠，至此，真庆观古建筑群基本建成。
辛亥革命爆发后，昆明地区道教衰落，真庆观一度成为云南全省火柴专卖处第一制造厂所在地，厂址迁出后道观房舍又被守观道士租出，至1952年10月，昆明道教会仅收回都雷府的3间正殿和3间耳房充当办公地点。1953年，区政府接管真庆观兴办学校，其后直至1983年被昆明市人民政府列为市级文物保护单位，真庆观房舍一直被占用并逐渐演化为居民住所和企业厂房。此后，随着文物保护工作的推进，真庆观逐步恢复文化宗教功能。2001年10月至2003年4月，地方政府及企业筹集资金对真庆观古建筑群开展了大规模的修复工程。2003年4月9日，真庆观文化广场也建成开放。

## 建筑与文物
真庆观古建筑群由一系列明清建筑构成，其中真庆观坐北向南，总占地面积约9800平方米，是该建筑群的核心部分。真庆观主体建筑为老君殿、紫微殿和真武殿，三者沿一条轴线排布，与附属建筑共同构成五进三院四合式院落。其中紫微殿为正殿，始建于明朝永乐十七年（1419年），宣德十年（1435年）重修，面阔5间共20米，进深4间共16米，屋顶为单檐歇山顶构造，整体以抬梁式木构架支撑。紫微殿内的神像由信徒于2010年4月25日捐赠，塑像采用铜质贴金工艺，其神龛则由缅甸花梨木雕刻而成。老君殿为后殿，同样建于永乐十七年，建筑整体结构与紫微殿类似，占地面积也达到320平方米。
都雷府总占地面积720平方米，于同治十一年（1872年）重修，由大门、清风亭、火神殿、雷神殿及附属建筑构成，其中雷神殿主要祭祀九天应元雷声普化天尊，火神殿则主要祭祀华光大帝。都雷府以北的盐隆祠主要由戏台、中殿、大殿组成，其中大殿面阔三间、进深三间，为重檐歇山顶式构造，殿内供奉轩辕黄帝。盐隆祠戏台装饰精美，其梁柱上的楹联对仗工整，构思立意也为人称道：

上联：熬盐煮海胶州湾何不用京滇戏剧讴歌古史
下联：移卤燃煤楚郡境更宜以昆玉花灯咏赞新猷

真庆观部分建筑
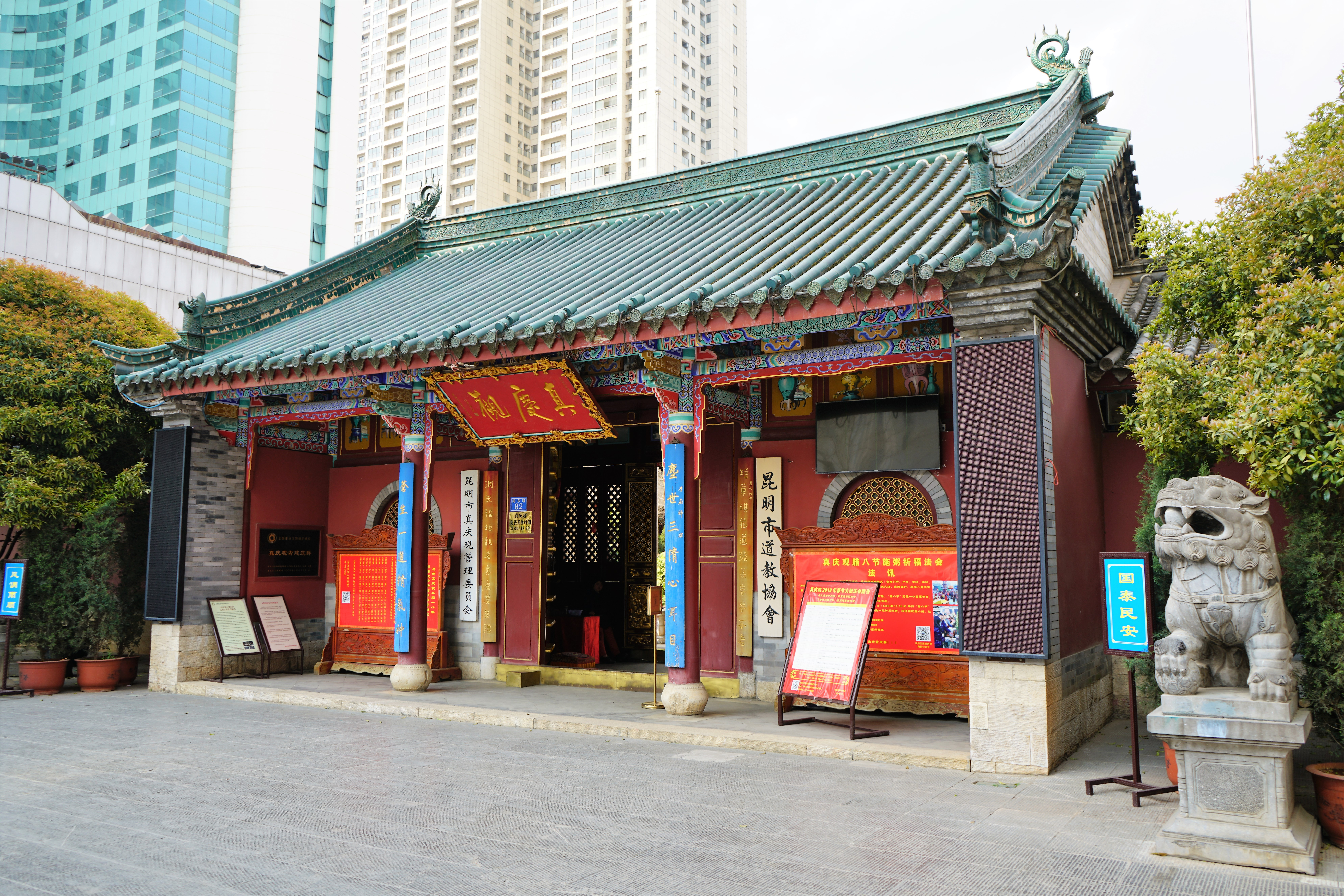
山门
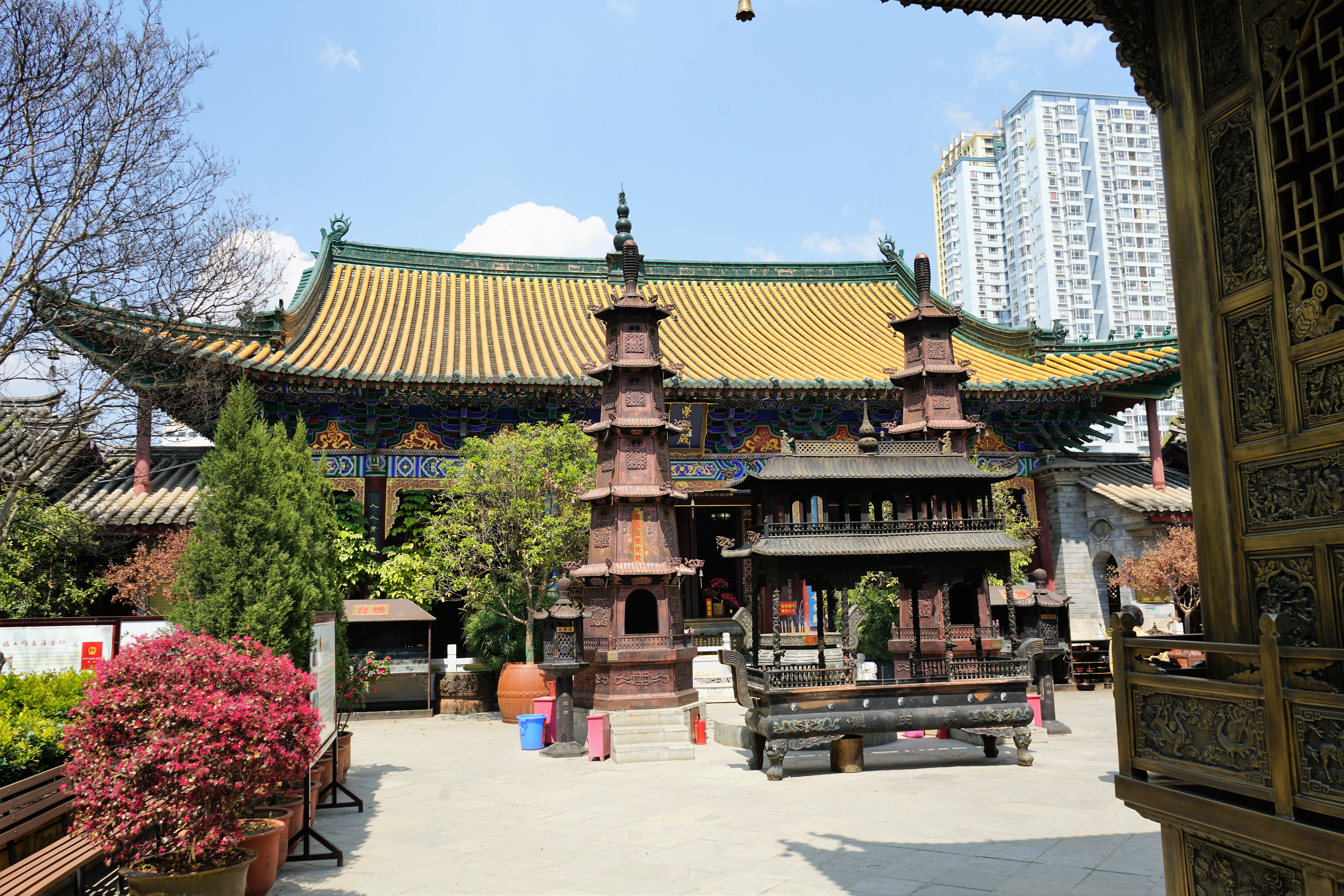
紫微殿
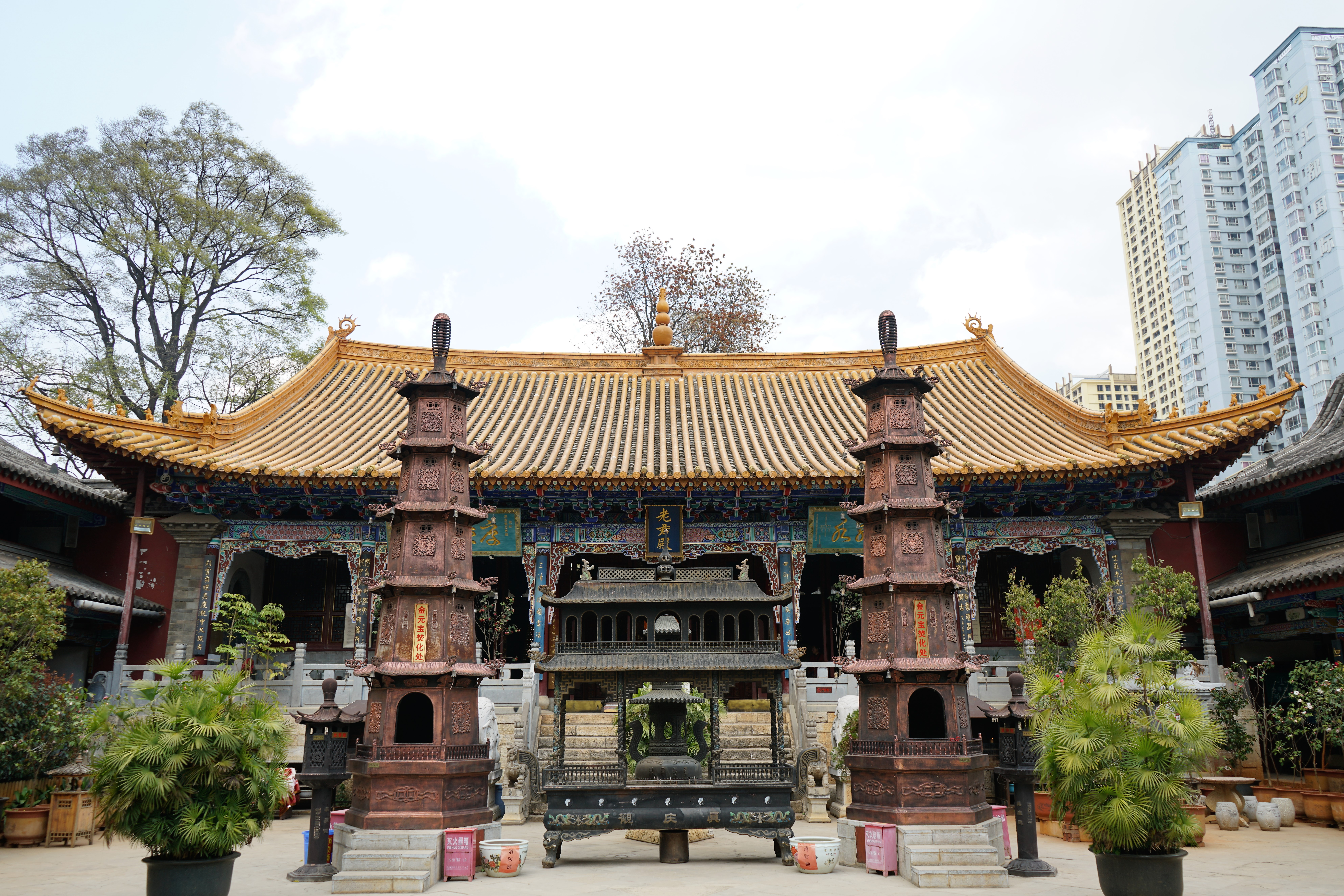
老君殿
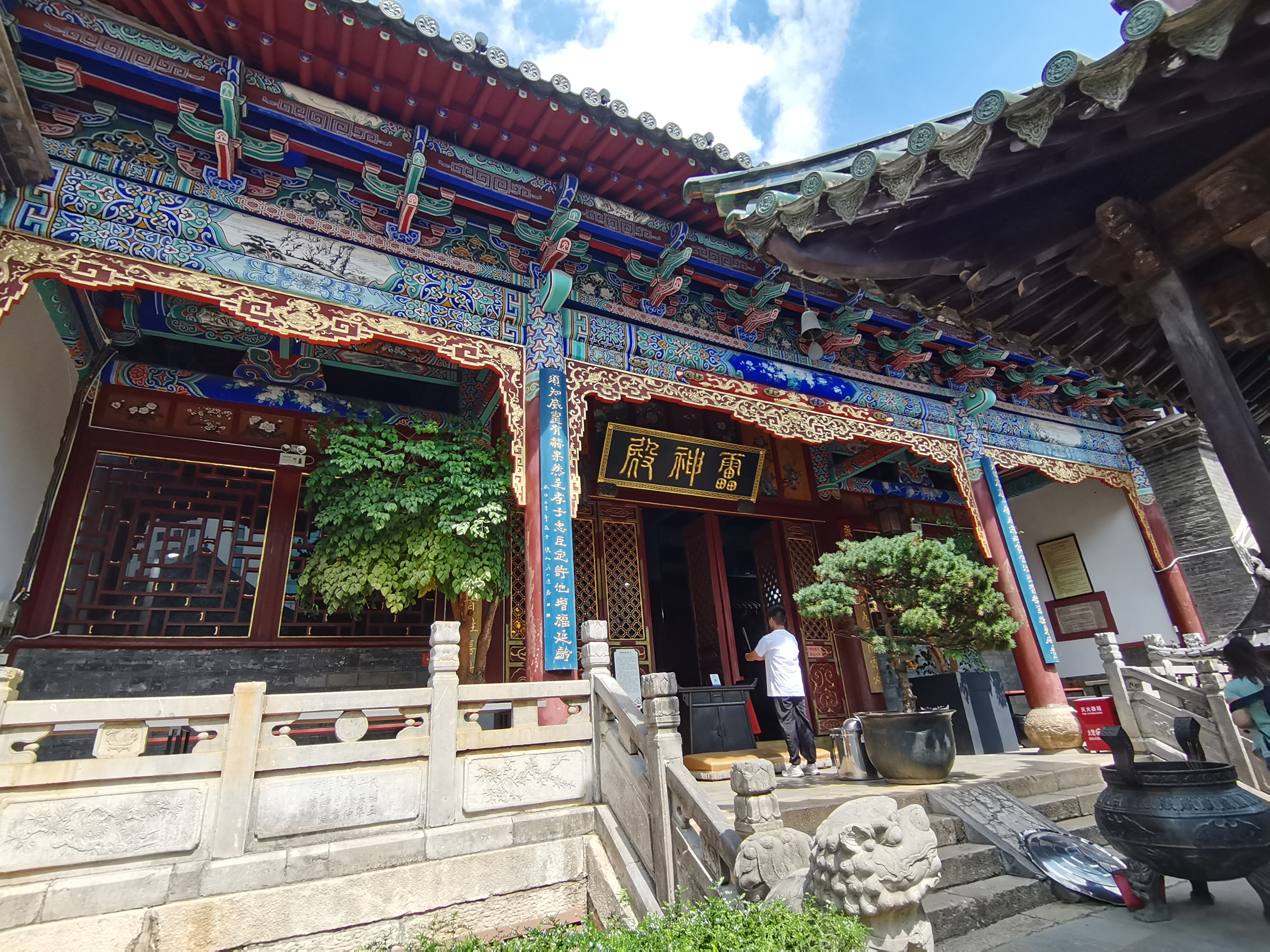
雷神殿
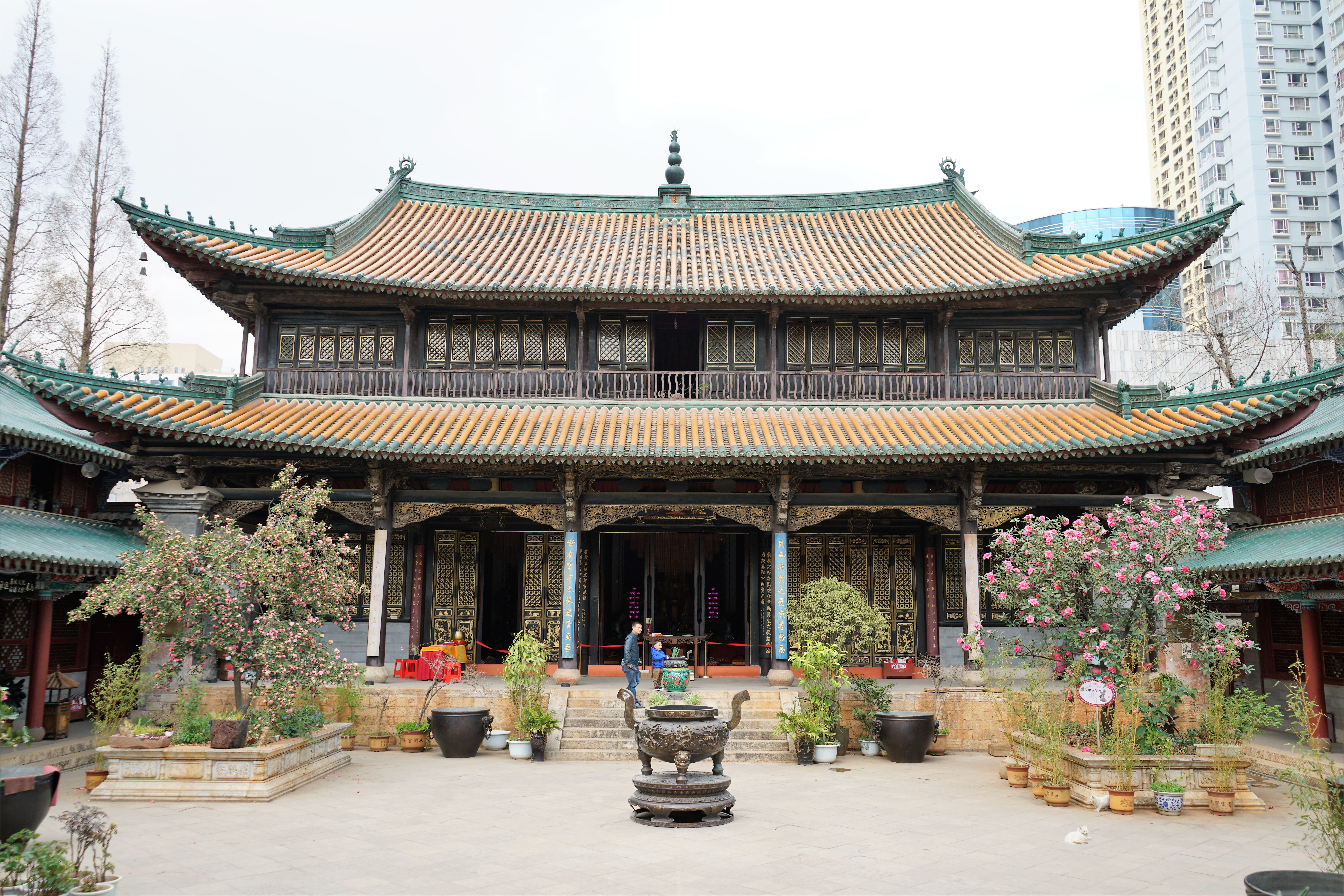
盐隆祠
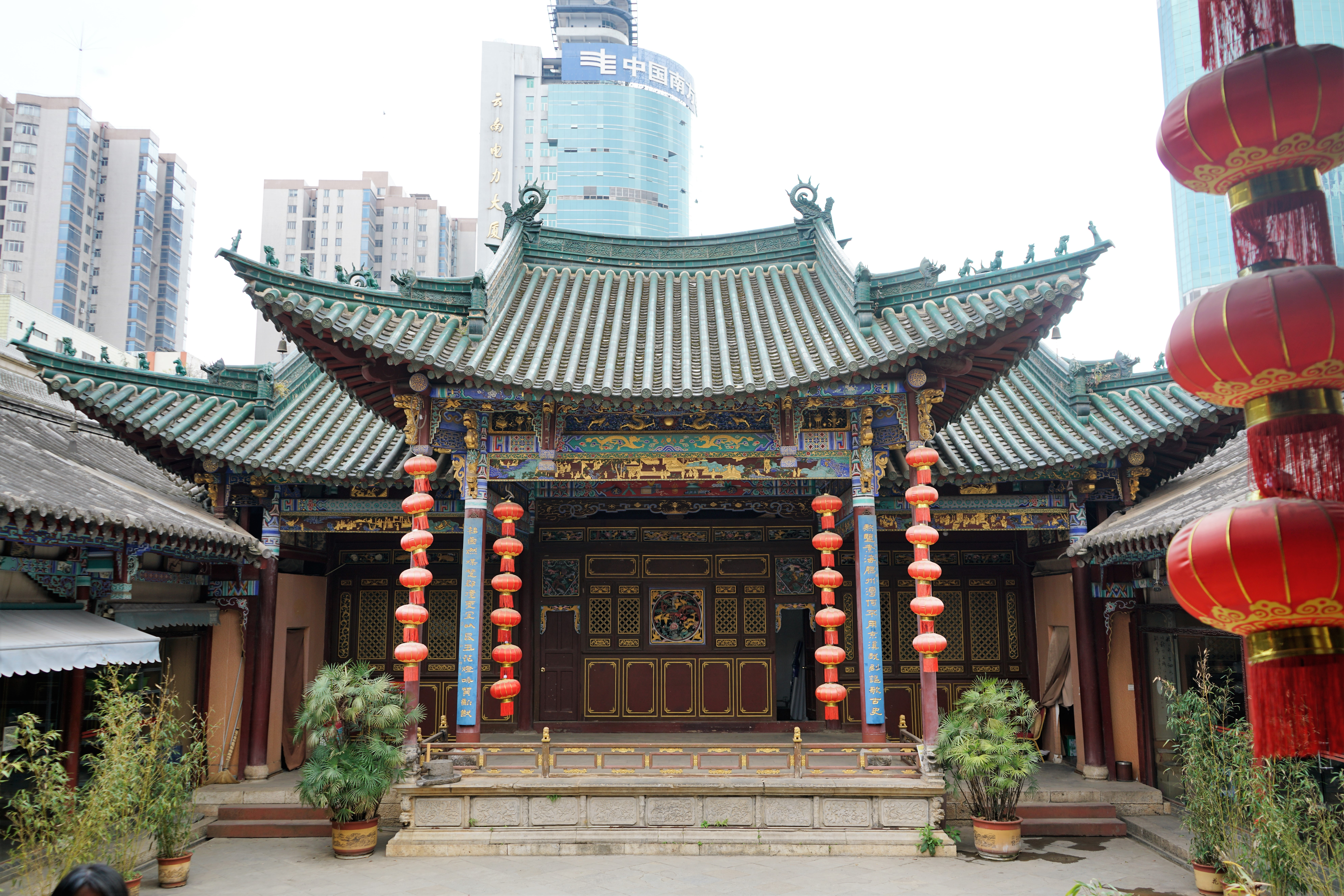
盐隆祠戏台
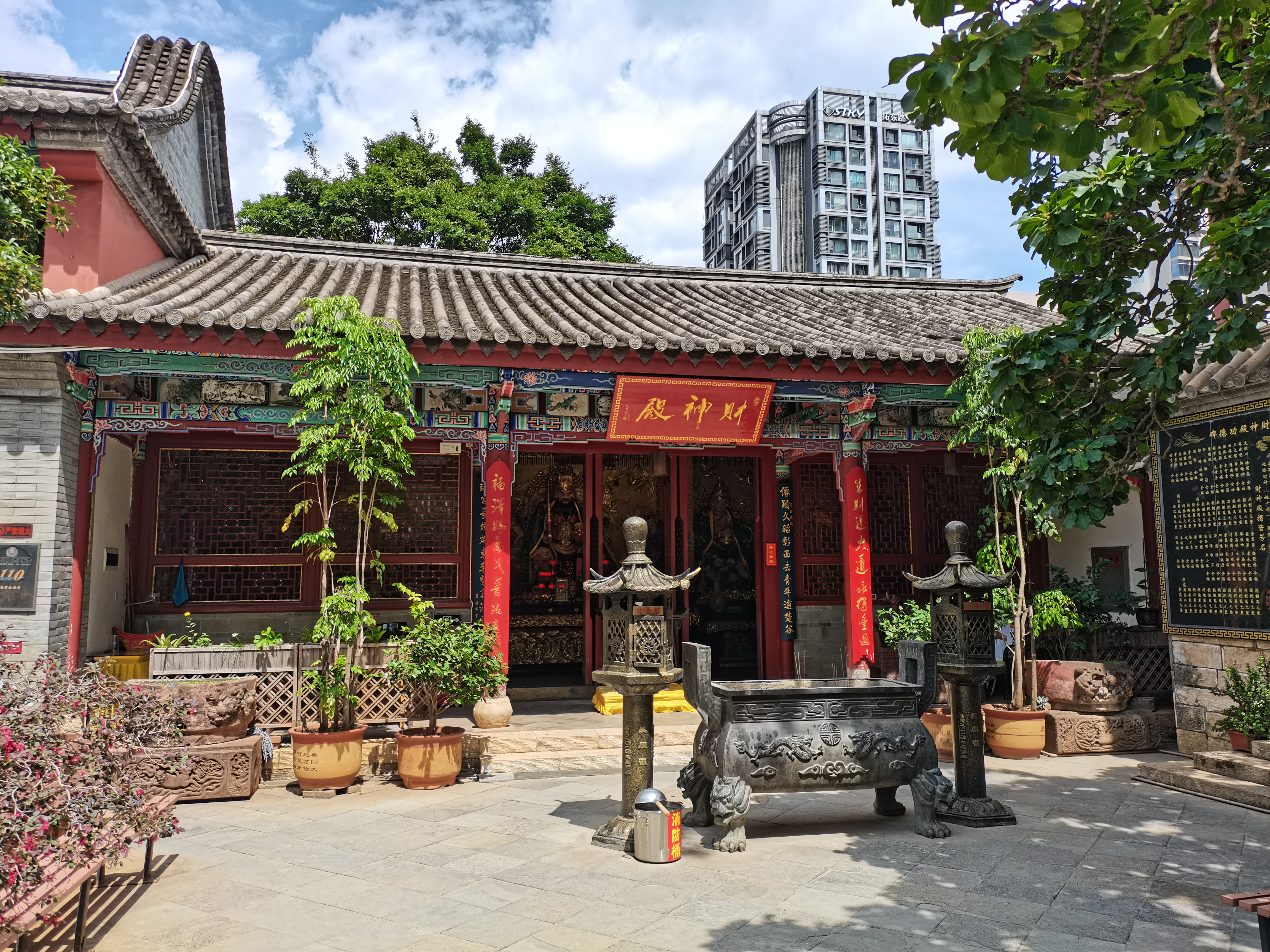
财神殿
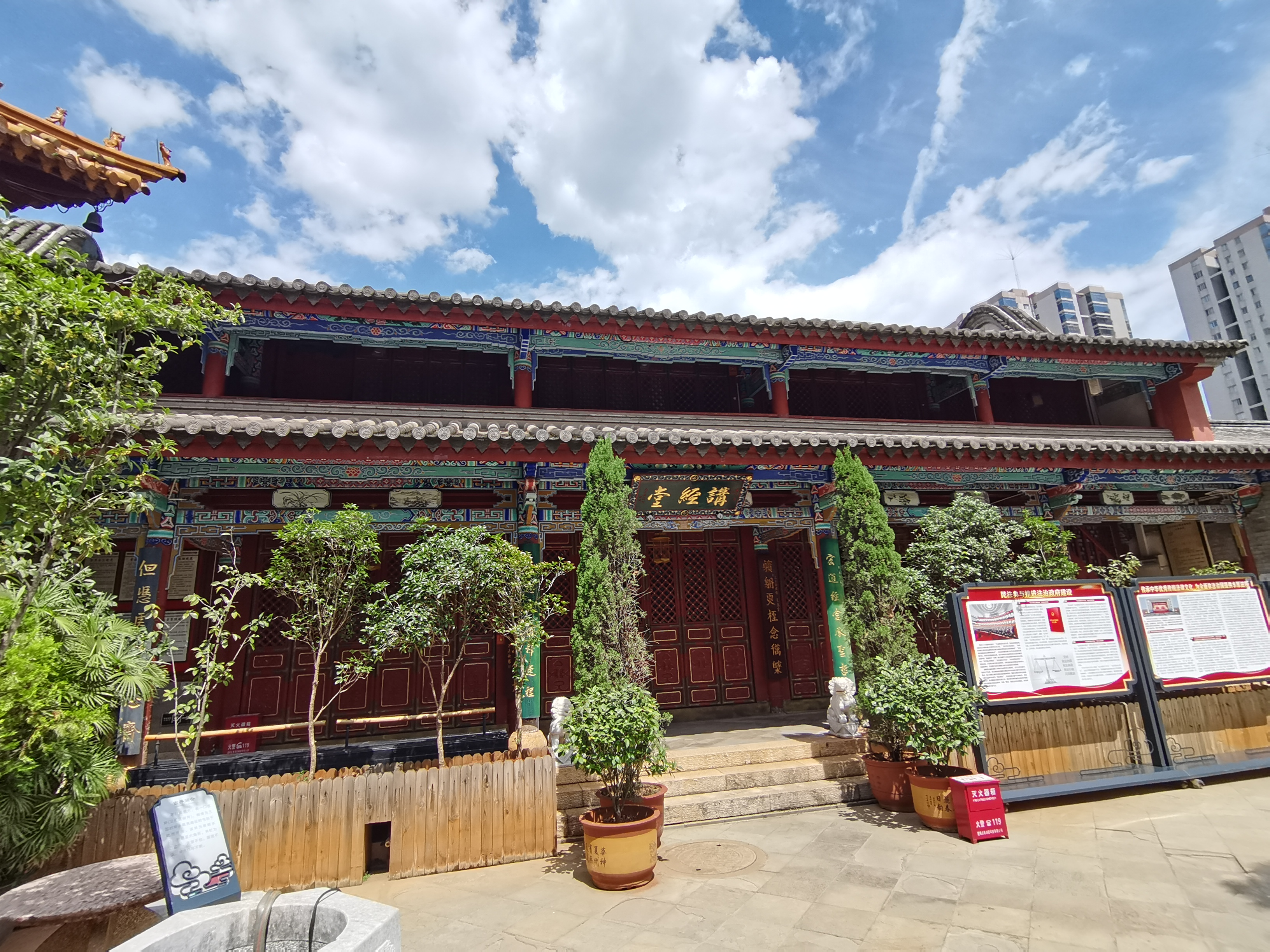
讲经堂

## 文物保护与开发
2001年，各级政府相关部门筹集资金1亿余元翻修真庆观并建起真庆观广场，此后该观长期作为道教活动场所与昆明市道教协会驻地向社会开放。但是，整修后的真庆观依然存在附属设施不完善等问题，造成观内道教人士生活不便。2012年，昆明市市长张祖林带领相关部门人员前往真庆观现场调研并就管理和设施不足问题进行了安排。
真庆观在道教重要节日均会举办大型法会，此外在腊八节等影响范围较广的节日还会与社区、公益组织等一同筹办施粥祈福等相关社会性活动。